# 11회 TV 바둑 아시아 선수권대회
11회 TV 바둑 아시아 선수권대회는 대한민국, 중국, 일본의 속기전 상위 입상자가 참가한 바둑 기전이다. 중국 텐진(天津) 하얏트 호텔에서 개최되었다 결승에서는 일본의  요다 노리모토 九단이 대한민국의 이창호 九단을 꺾고 2연패로 통산 3회 우승을 달성했다.

## 대회 일정
| 구분                     | 일정     | 장소                        |
| ------------------------ | -------- | --------------------------- |
| 개막식                   | 5월 25일 | 중국 텐진(天津) 하얏트 호텔 |
| 1회전 1~2국              | 5월 26일 | 중국 텐진(天津) 하얏트 호텔 |
| 1회전 3국, 준결승 1국    | 5월 27일 | 중국 텐진(天津) 하얏트 호텔 |
| 준결승 2국               | 5월 28일 | 중국 텐진(天津) 하얏트 호텔 |
| 결승전, 시상식 및 폐막식 | 5월 29일 | 중국 텐진(天津) 하얏트 호텔 |

## 출전 기사 명단
- 일본: 요다 노리모토(46기 NHK배 우승자,전기 우승자(10회) 준결승 시드), 도노 히로아키(46기 NHK배 준우승자), 다케미야 마사키(46기 NHK배 3위)
- 대한민국: 이창호(17기 KBS 바둑왕전 우승자), 정수현(17기 KBS 바둑왕전 준우승자)
- 중국: 창하오(12기 CCTV배 우승자), 류징(12기 CCTV배 준우승자)

## 대진표
|  | 8강전           | 8강전  |                 |    | 준결승전 | 준결승전 |  |  | 결승전 | 결승전 |
|  |                 |        |                 |    |          |          |  |  |        |        |
|  |                 |        |                 |    |          |          |  |  |        |        |
|  |                 |        |                 |    |          |          |  |  |        |        |
|  | 요다 노리모토   |        |                 |    |          |          |  |  |        |        |
|  |                 |        |                 |    |          |          |  |  |        |        |
|  |                 |        |                 |    |          |          |  |  |        |        |
|  | 요다 노리모토   | 승     |                 |    |          |          |  |  |        |        |
|  | 요다 노리모토   | 승     |                 |    |          |          |  |  |        |        |
|  |                 | 창하오 | 패              |    |          |          |  |  |        |        |
|  | 창하오          | 창하오 | 패              | 승 |          |          |  |  |        |        |
|  | 창하오          |        |                 | 승 |          |          |  |  |        |        |
|  | 정수현          | 패     |                 |    |          |          |  |  |        |        |
|  | 정수현          | 패     | 요다 노리모토   | 승 |          |          |  |  |        |        |
|  |                 |        | 요다 노리모토   | 승 |          |          |  |  |        |        |
|  |                 | 이창호 | 패              |    |          |          |  |  |        |        |
|  | 다케미야 마사키 | 이창호 | 패              | 승 |          |          |  |  |        |        |
|  | 다케미야 마사키 |        |                 | 승 |          |          |  |  |        |        |
|  | 류징            | 패     |                 |    |          |          |  |  |        |        |
|  | 류징            | 패     | 다케미야 마사키 | 패 |          |          |  |  |        |        |
|  |                 |        | 다케미야 마사키 | 패 |          |          |  |  |        |        |
|  |                 | 이창호 | 승              |    |          |          |  |  |        |        |
|  | 이창호          | 이창호 | 승              | 승 |          |          |  |  |        |        |
|  | 이창호          |        |                 | 승 |          |          |  |  |        |        |
|  | 도노 히노아키   | 패     |                 |    |          |          |  |  |        |        |
|  | 도노 히노아키   | 패     |                 |    |          |          |  |  |        |        |

## 대국 결과
| 대국         | 대국일자 | 승자                 | 패자                 | 결과              | 기보 |
| ------------ | -------- | -------------------- | -------------------- | ----------------- | ---- |
| 1회전 1국    | 5월 26일 | 창하오 八단          | 정수현 九단          | 273수 흑 9집반승  |      |
| 1회전 2국    | 5월 26일 | 다케미야 마사키 九단 | 류징 단              | 220수 백 불계승   |      |
| 1회전 3국    | 5월 27일 | 이창호 九단          | 도노 히로야키        | 274수 흑 5집반승  |      |
| 준결승전 1국 | 5월 27일 | 요다 노리모토 九단   | 창하오 九단          | 162수 백 불계승   |      |
| 준결승전 2국 | 5월 28일 | 이창호 九단          | 다케미야 마사키 九단 | 240수 백 10집반승 |      |
| 결승전       | 5월 29일 | 요다 노리모토 九단   | 이창호 九단          | 243수 흑 2집반승  |      |

## 특이사항
- 한국대표인 이창호 九단이 결승전을 앞두고  중국 텐진(天津) 하얏트 호텔에서 세수를 하다 비누에 찔려 1쪽 눈이 실명되어 부진한 모습을 보여 결승에서 준우승에 그쳐 슬럼프에 빠졌다.

## TV 중계
- 1999년 6월 6일 ~ 1999년 6월 13일까지 2주동안 KBS위성2TV에서 녹화방송되어 노영하 九단이 해설하여 유지인 아마5단이 진행하였다.